# Glee Dagang
Glee Dagang is een bestuurslaag in het regentschap Aceh Utara van de provincie Atjeh, Indonesië. Glee Dagang telt 1180 inwoners (volkstelling 2010).